# Toccata (Schumann)
Pour les articles homonymes, voir Toccata (homonymie).
La Toccata en ut majeur, op. 7, de Robert Schumann est une pièce pour piano composée en 1830 et révisée en 1833. La pièce, dans sa version définitive, est un allegro de sonate de forme bithématique, l'une des premières réussites du compositeur dans le genre.

## Composition

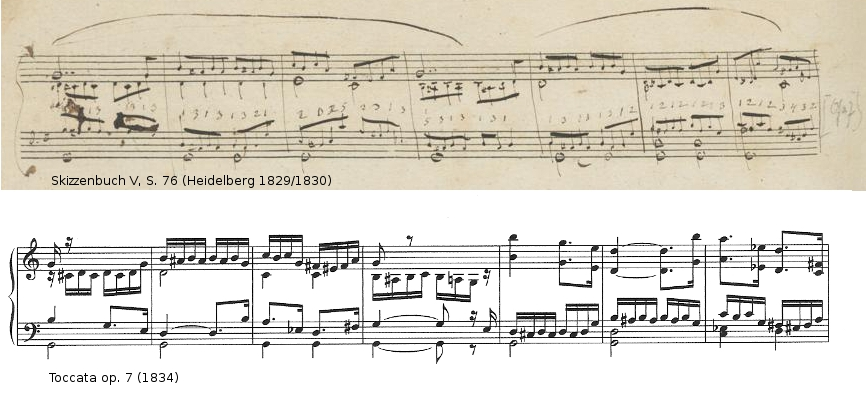
Comparaison d'une section de la Toccata et de l'esquisse (en haut), publiée pour la première fois en 2009, par Ernst Herttrich chez Henle.

L'œuvre, à l'origine en ré majeur, s'intitulait « Étude fantastique en doubles sons ». L'ébauche est composée à Heidelberg dès 1829 et en mai 1830, alors que Schumann, âgé de dix-neuf ans est un élève en droit peu assidu à l'Université. La composition ne comptait que 184 mesures. « elle présente globalement une moindre virtuosité, et sa structure — avec de nombreux passages d’octaves et répétitions d’accords — est plus primitive que celle de la version imprimée. »
L'étude ayant été refusée par deux éditeurs (Haslinger à Vienne et Breitkopf), il retravaille la composition de retour à Leipzig, entre janvier et juillet 1832 ; et la porte à 283 mesures en introduisant le second thème et lui donnant une forme sonate bithématique,, l'une des premières réussites du compositeur dans le genre. Friedrich Hofmeister en assume finalement l'édition en mai 1834 après sa mise au propre à la Noël 1833. Le manuscrit de la version définitive n'a pas été conservé. Reste seul celui de la version de 1830.
En 1840, Schumann publie la Toccata chez Richault à Paris, en même temps que ses arrangements d’après Paganini op. 3 et op. 10.

## Création et postérité
La pièce est créée en concert par la jeune Clara Wieck, le 9 septembre 1834 à Leipzig. La critique est positive :

« Le dernier morceau, une Toccata de Schumann, a produit une magnifique impression […] L’œuvre est un jaillissement d’originalité et de nouveauté et, malgré son style sévère, elle a agi sur tous les auditeurs par un enchantement profond. Nous sommes convaincus que ce qu’un Séb[astien] Bach, un Beethoven, un Paganini portaient en eux se retrouve de même chez Schumann ; et même il possède peut-être encore plus que Chopin, de par ses productions les plus originales, la force de hisser jusqu’à son éclat suprême l’école musicale moderne […]. La Toccata de Schumann est tellement
difficile qu’à part Schunke et Clara Wieck, ici [à Leipzig], il n’y a personne qui soit en mesure de la bien jouer. Ils la jouent l’un et l’autre différemment. Celui-là l’exécute comme une étude avec la plus grande maîtrise, la seconde sait aussi la concevoir poétiquement et lui insuffler une âme d’un bout à l’autre. »

— Der Komet. Ein unterhaltungsblatt für die gebildete lesewelt, (Supplément pour la littérature, l'art…) 26 septembre 1834.
Si en 1836, Schumann la qualifie de « pièce la plus difficile jamais écrite » et qu'elle reste à ce jour « l'une des pièces les plus férocement difficiles du répertoire pour piano », le jeune Schumann est fort étonné lorsqu'un de ses amis, avec qui il partage le logement à Leipzig, Ludwig Schuncke, pianiste de grand talent, la-lui joue sans préparation, en décembre 1833,.

« Mais quelle ne fut pas ma surprise quand il lui joua la Toccata à la
perfection, m’avouant qu’il […] l’avait étudiée en silence, sans piano, qu’il avait travaillé mentalement. »

— Robert Schumann, dans la Neue Zeitschrift für Musik.
Le compositeur appose la dédicace rédigée ainsi : « à son ami Ludwig Schuncke » — Schuncke lui ayant offert sa Grande Sonate en sol mineur, op. 3. Ludwig Schuncke meurt le 7 décembre l'année suivante.

## Analyse
Une série d'accords alternés introduit le thème principal. Le développement comprend des octaves rapides à l'unisson et un contrepoint. On retrouve un chromatisme et une syncope avancés tout au long de l'œuvre.
Elle est en partie basée sur la Toccata en ut majeur, op. 92, de Czerny, également en double notes, que Clara Schumann a passé une grande partie de sa jeunesse à pratiquer. Schumann lui-même, lorsqu'il écrit à l'éditeur Haslinger, relie l'œuvre « suite aux Études de Cramer et de Kessler. »

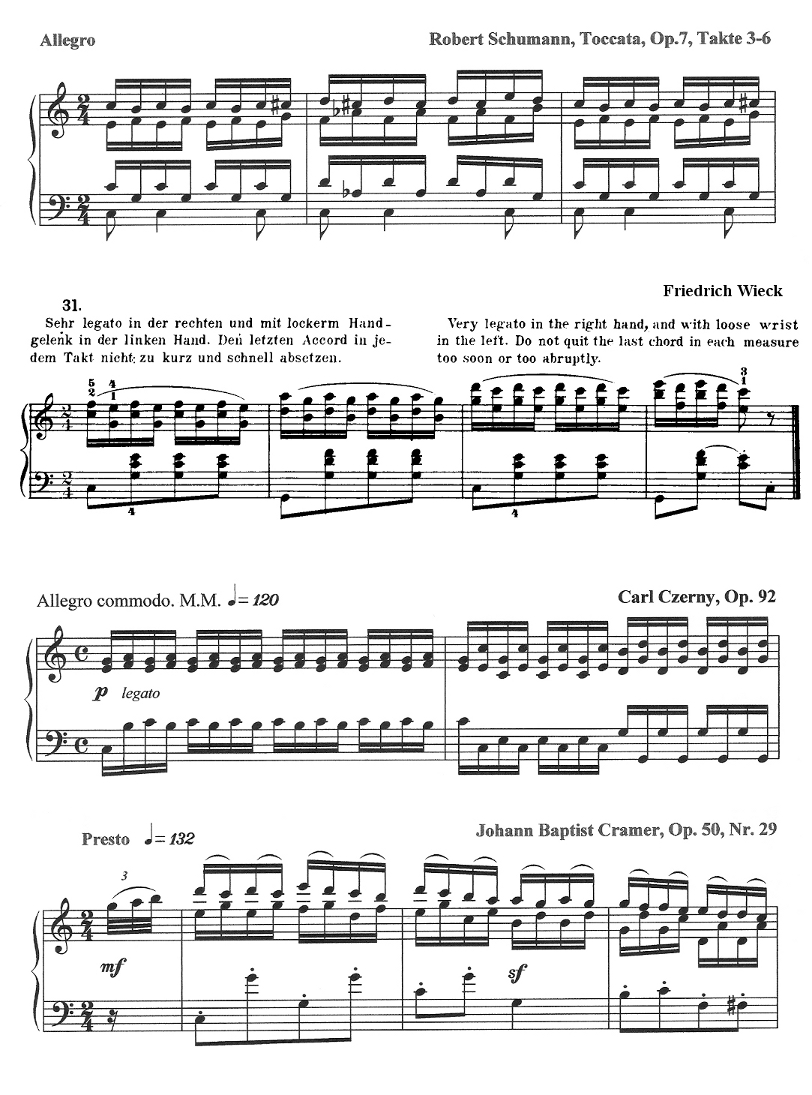
Comparaison de la Toccata op. 7 de Robert Schumann, avec des modèles possibles : Friedrich Wieck, Czerny et Cramer.

Une interprétation typique de cette pièce (avec le signe de répétition observé) peut durer de six à huit minutes.

## Éditions
- Robert Schumann, Toccata pour piano, op. 7 en do majeur. Alfred Cortot, éditeur. coll. Édition nationale de musique classique no 14356 Salabert, 1956 (BNF 39595576)
- Robert Schumann, Toccata en ut majeur op. 7, versions 1830 et 1834, Ernst Herttrich, éditeur. Henle Verlag NH 201 (ISMN 979-0-2018-0201-5), 2009[8].

## Discographie
Nombre de pianistes ont enregistré l'œuvre, dans une intégrale (ou semi-intégrale), ou au sein d'un récital. Mais certains, tels Alfred Cortot, Clara Haskil, Claudio Arrau, Wilhelm Kempff, Vladimir Ashkenazy et Maurizio Pollini, ne l'ont jamais gravé. En revanche, Sviatoslav Richter en laisse une dizaine d'enregistrements de concerts, captés entre 1951 et 1986.
- Xaver Scharwenka, sur piano mécanique (? Pleyela 8789) (BNF 45740008)
- Ignacy Paderewski, sur piano mécanique Welte Mignon (1930 ?, Dal Segno) (OCLC 257688833)
- Vladimir Horowitz (12 mai 1934, HMV DA 1381/DB 1848/Pearl GEMM CDS 9262)
- Anatole Kitain (27 juin 1938, Columbia / APR 6017)
- Josef Lhévinne (? RCA) (BNF 38006953)
- Jörg Demus (1957, LP Vega / Nuova Era 231752) (BNF 38046202) — Intégrale, vol. 10
- Werner Haas (LP Philips 6504077 / 837916LY) (BNF 37979614) — comprend également la Toccata, op. 92 de Czerny, parmi une douzaine d'autres.
- Yves Nat (1952, LP Discophiles Français DF730022/EMI/Reference Recording) (BNF 37860744)
- Samson François (1er juillet 1954, Introuvables 8 CD EMI CZS7629512 / 5687262/Erato) (OCLC 1251643134)
- Simon Barere (1956, LP Concerteum CR280) (BNF 37835345)
- Sviatoslav Richter (Varsovie 1959, DG / Reference Recording) (OCLC 958065857)
- Vladimir Horowitz (6 novembre/18 décembre 1962, Sony 88697858312) (BNF 42420204)
- Martha Argerich (1957-1965, Live vol. 3 Doremi)
- Jean-Pierre Marty (1969, Soltice SOCD243/250) — Intégrale, vol. 1
- György Cziffra (EMI/Erato) (OCLC 1308952288)
- Anatoly Vedernikov (1970, Denon COCQ 83963) (BNF 40155805) The Art Of Vedernikov, Volume 16.
- Anton Kuerti (mars 1971, CBC Records/Les disques SRC) (OCLC 811246423)
- Peter Frankl (1973, LP Vox 41160/CBS) (BNF 38066868)
- Şahan Arzruni (en) (1973, MSH (en) 1843)
- Earl Wild (1974, Ivory) (OCLC 811642560)
- Emil Gilels (concert, Salzbourg 9 août 1976, 2 CD Orfeo d'Or C 883 132 B) (BNF 43739842)
- Bruno Rigutto (mars 1978, 8 CD Decca 374 9733) (OCLC 887457993)
- Karl Engel (1980, LP Valois CMB27) (BNF 38044550)
- Ivo Pogorelich (septembre 1981, DG 4105202 / 477 8618) (BNF 38258576)
- Youri Egorov (1986, EMI) (BNF 38178885)
- Sviatoslav Richter (Mantoue 1er juin 1986, Decca 436 456-2)
- François-René Duchâble (mars 1989, Erato 2292-45476-2) (BNF 38446568)
- Cecile Licad (1989, Sony SK45742) (BNF 38281896)
- Howard Shelley (septembre 1989, Chandos Records CHAN8814) (BNF 38557785)
- Boris Berezovsky (mai 1992, Teldec 9031774762) (BNF 38251405)
- Rafael Orozco (février 1993, Valois V4696) (BNF 38263846)
- Reine Gianoli (1994, Adès 132422/Accord 472 542-2) (BNF 38154173) — Intégrale, vol. 2
- Nikolaï Luganski (23 février 1994, Piano classics PCL0029) (BNF 42608544)
- Sylviane Deferne (juin 1994, Doron Music) (OCLC 999591446)
- Laure Favre-Kahn (novembre 1996, Arion) (BNF 38369687)
- Freddy Kempf (janvier 1999, BIS Records) (OCLC 811211241)
- Dmytro Sukhovienko (novembre 1999, RSR/CDsAP 201018)
- Barbara Nissman (août 2004, Pierian Recording Society) (OCLC 57494496)
- Martin Stadtfeld (juillet 2005, Sony 82876727112)
- Éric Le Sage (avril 2010, 2 CD Alpha Classics 169) (OCLC 884352642)
- Florian Uhlig (mai 2011, Hänssler Classic) (OCLC 767958661) — Figure les deux versions, en ré d'origine et en ut mineur.
- İdil Biret (janvier 2012, IBA) (OCLC 911053298)
- Nelson Goerner (mars 2014, Zig-Zag Territoires ZZT352) — Intégrale
- Cédric Pescia (2015, Claves Records 50-1508/09) (OCLC 1183791468) — Intégrale, vol. 6.
- Maurizio Baglini (septembre 2015, Decca 481 2391) (BNF 45246660)
- Dana Ciocarlie (2017, La Dolce Volta) (OCLC 1045070098) — dans l’Intégrale, vol. 5
- Costanza Principe (juin 2019, Piano Classics) (OCLC 1331453660)
- Paolo Vergari, (2022, Da Vinci Classics) (OCLC 1322213966)
- Ulrich Roman Murtfeld (mars 2022, Ludger Böckenhoff) (OCLC 1425783712)

## Bibliographie

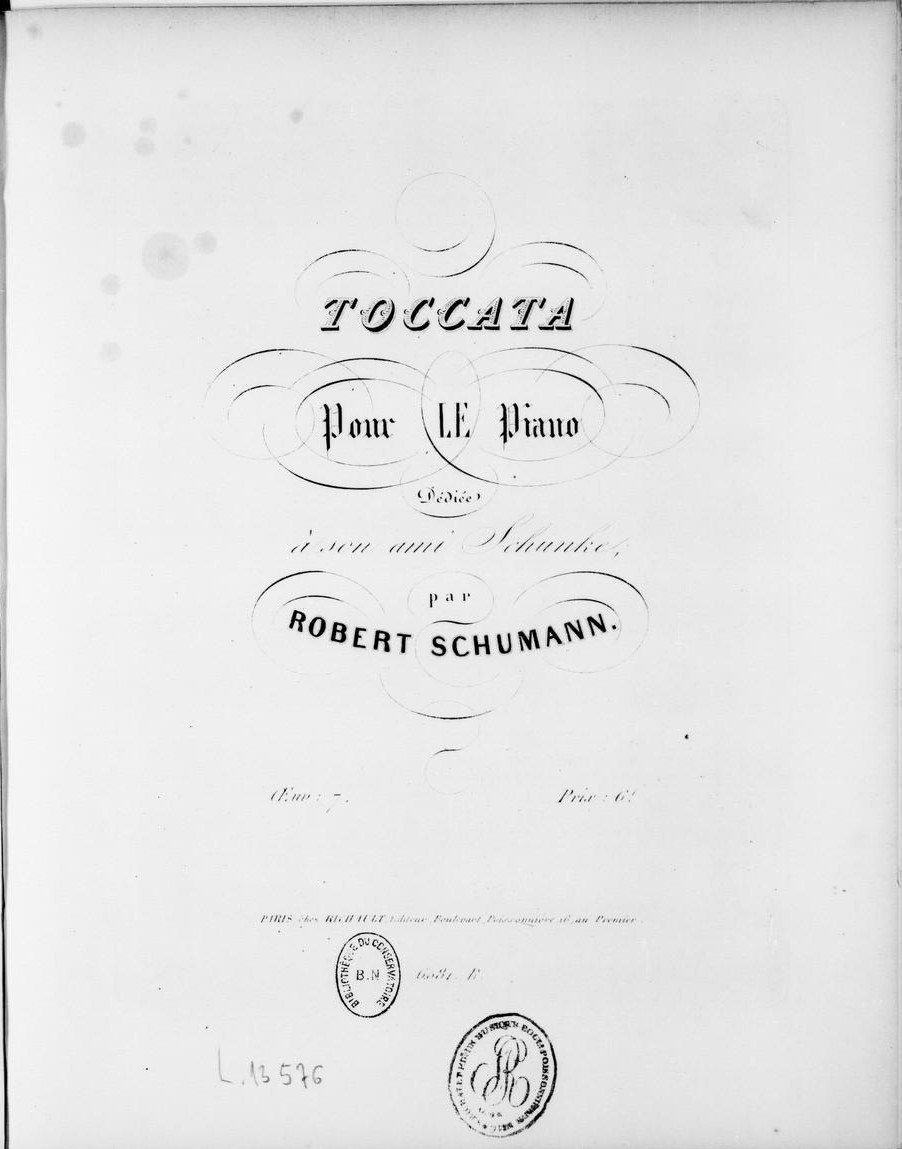
Page de titre de l'édition Richaud, Paris 1840.

### Ouvrages généraux
: document utilisé comme source pour la rédaction de cet article.
- François-René Tranchefort (dir.), Guide de la musique de piano et de clavecin, Paris, Fayard, coll. « Les Indispensables de la musique », 1987, 869 p. (ISBN 978-2-213-01639-9, OCLC 17967083), p. 713-714.
- Guy Sacre, La musique pour piano : dictionnaire des compositeurs et des œuvres, vol. II (J-Z), Paris, Robert Laffont, coll. « Bouquins », 1998, 2583 p. (ISBN 978-2-221-08566-0).
- Brigitte François-Sappey, Robert Schumann, Paris, Fayard, coll. « Bibliothèque des grands musiciens », 2000, 1164 p. (ISBN 2-213-60603-X, OCLC 468078207, BNF 37104163), p. 517.
- (en) Jean Daverio et Eric Sams, « Schumann, Robert  », dans Grove Music Online, Oxford University Press, 2001.